# Kirchstraße 4 (Osterburg)

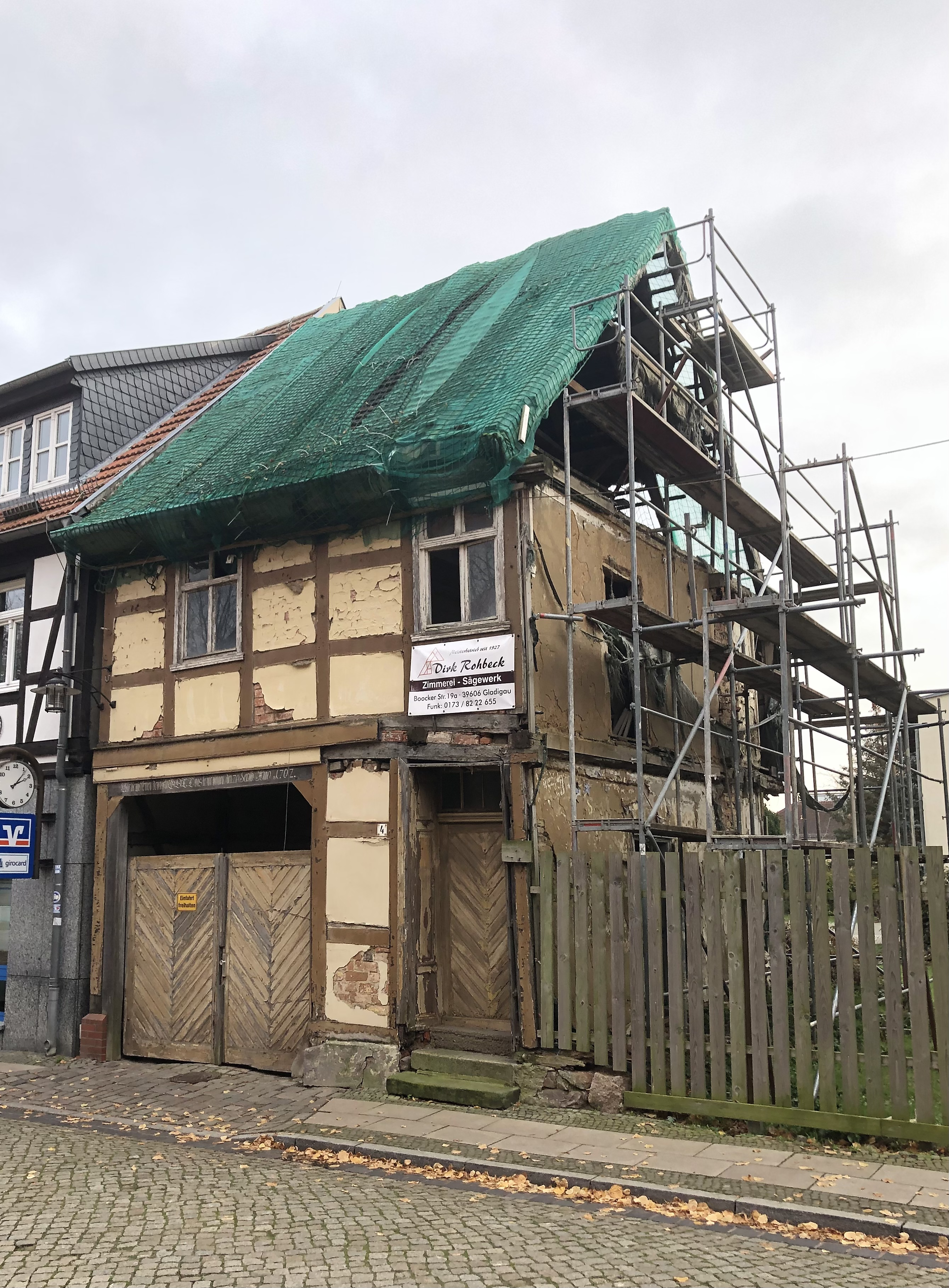
Kirchstraße 4 in Osterburg, 2022

Die Kirchstraße 4 ist ein denkmalgeschütztes Ackerbürgerhaus in der Stadt Osterburg (Altmark) in Sachsen-Anhalt.
Das Gebäude befindet sich im Stadtzentrum von Osterburg auf der Südseite der Kirchstraße, südlich der Sankt-Nikolai-Kirche.
Der zweigeschossige Fachwerkbau entstand nach einer am Haus befindlichen Inschrift im Jahr 1762. Bedeckt ist das Gebäude mit einem Satteldach. Das traufständig zur Straße ausgerichtete Haus steht aktuell leer und ist dringend sanierungsbedürftig (Stand 2022).
Im örtlichen Denkmalverzeichnis ist das Ackerbürgerhaus unter der Erfassungsnummer 094 97159 als Baudenkmal verzeichnet.